# St. Peter im Lavanttal
St. Peter im Lavanttal je naselje v Občini Reichenfels v Okraju Volšperk na Koroškem v Avstriji.